# アウグスト・ラビツキー
アウグスト・ラビツキー（August Labitzky、1832年10月22日 - 1903年8月29日）は、オーストリア＝ハンガリー帝国の音楽家。
父ヨーゼフ・ラビツキーの楽団でヴァイオリニストを務め、のちに指揮者として楽団を引き継いだ。作曲家として50曲ほどの舞踏音楽も残している。

## 作品
- 『アルプスの乙女の夢』（Der Traum der Sennerin）op.45
  - ピアノ曲として親しまれている、アウグストの代表作